# Nume de scenă
Numele de scenă este un pseudonim folosit de unii oameni. Scopul poate fi de autoreclamă (realizată prin alegerea unui nume de scenă răsunător), sau de ascundere a numelui adevărat pentru protejarea familiei.